# 北海道大學
北海道大學（日语：／ Hokkaidō daigaku），简称海大、北大（ほくだい；Hokudai），是一所位於日本北海道的国立研究型綜合大學。学校起源於1876年的札幌农学校，前身是1918年建立的舊制帝国大学北海道帝國大學。共有15000名学生和4500名教职员工在这里从事教育研究。
知名校友包括前國際聯盟副理事長新渡戶稻造、諾貝爾化學獎得主2名，若干羅伯·柯霍獎得主、芥川獎作家以及臺大校長羅宗洛等逾百名大學校長。

## 歷史沿革

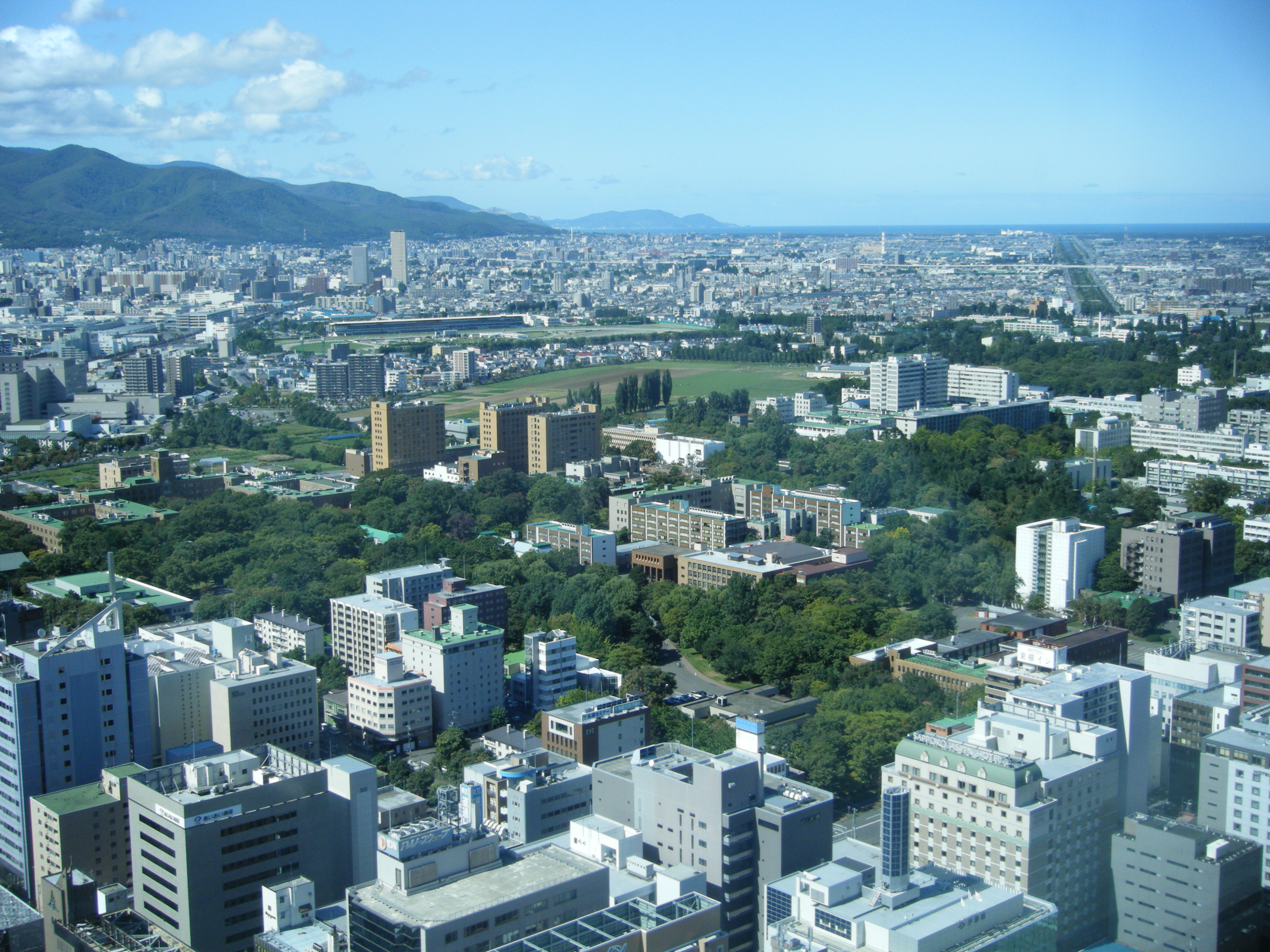
2009年9月的北海道大學

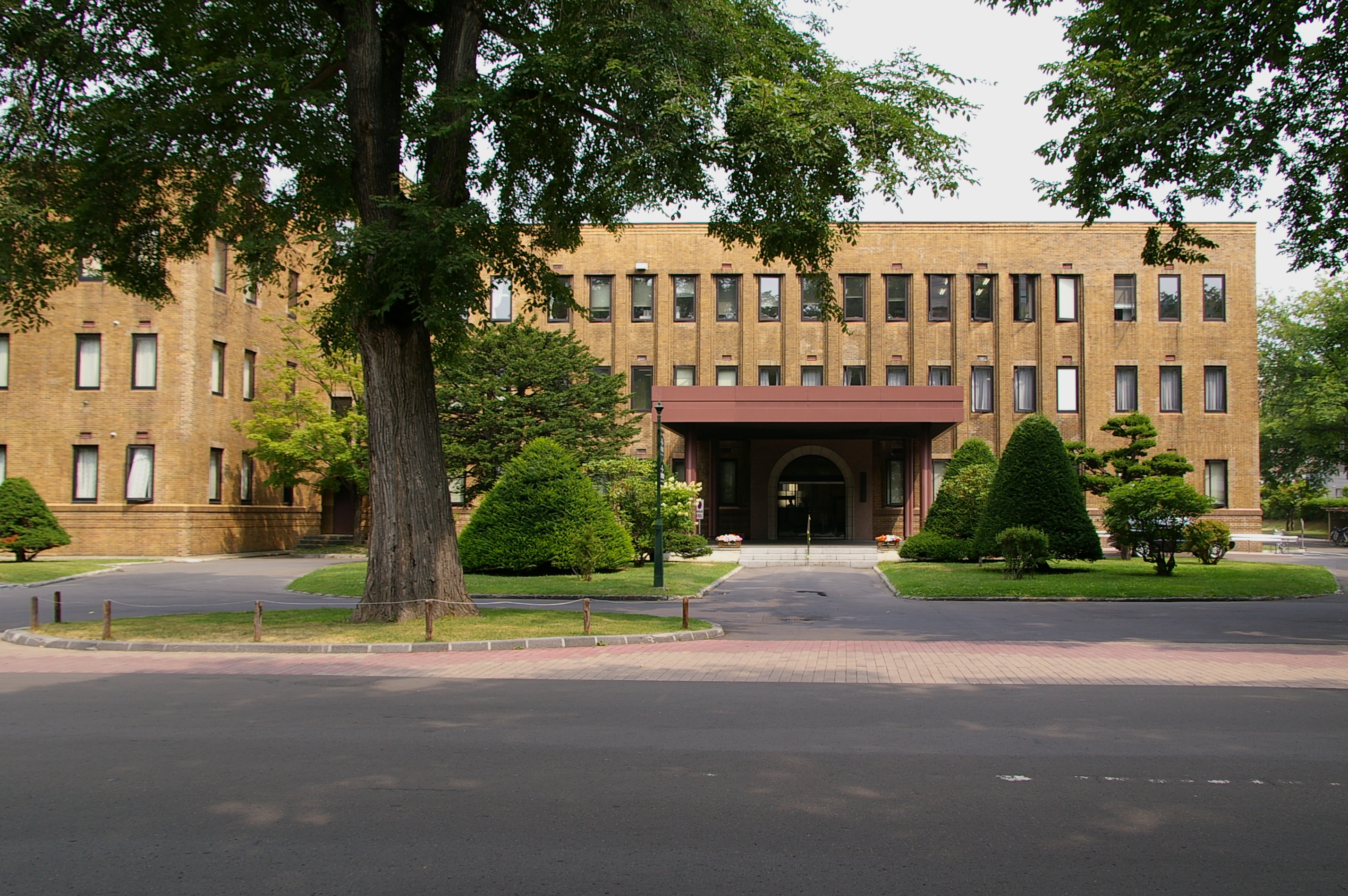
北大秘書處

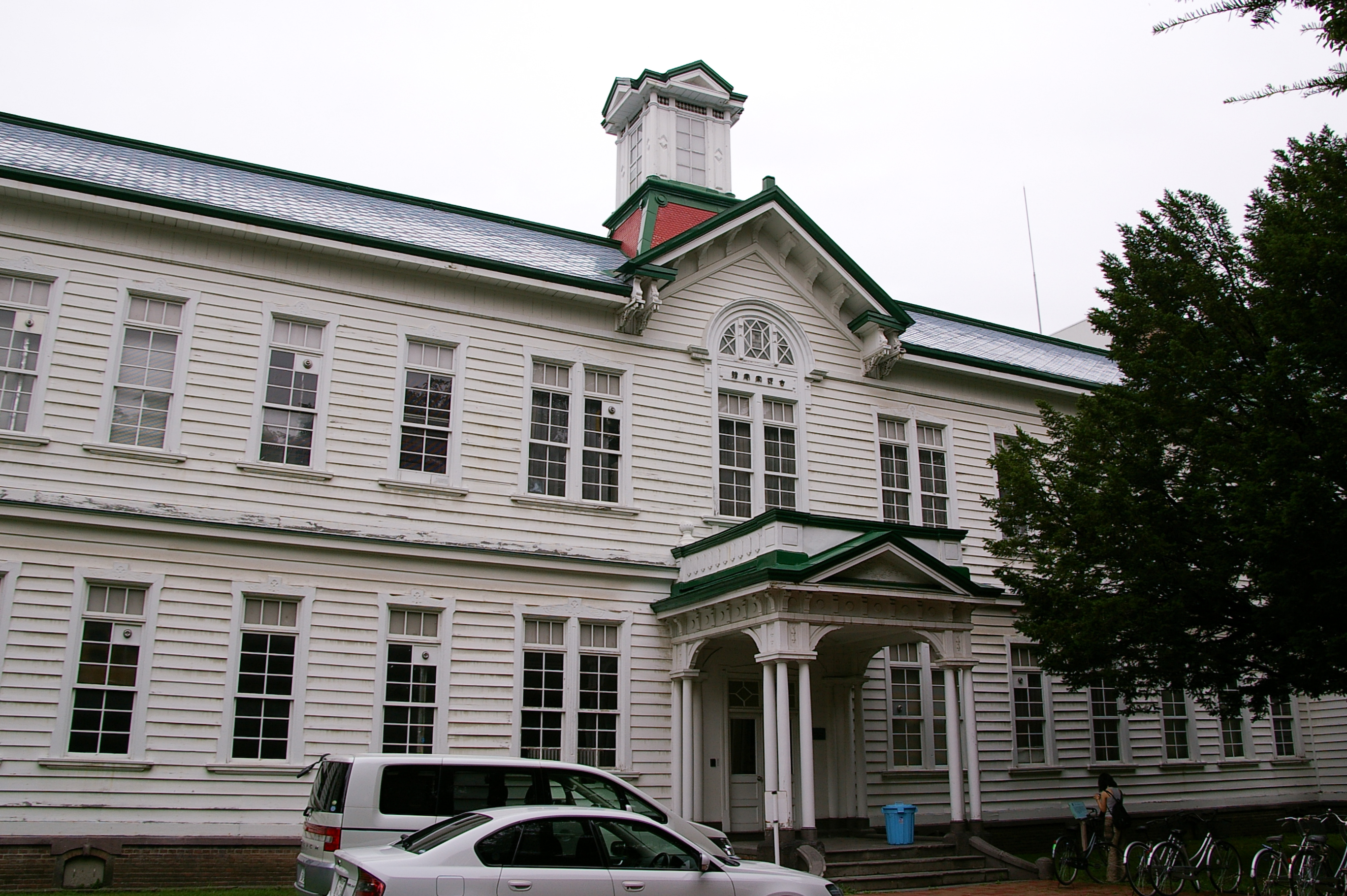
北大古河記念講堂

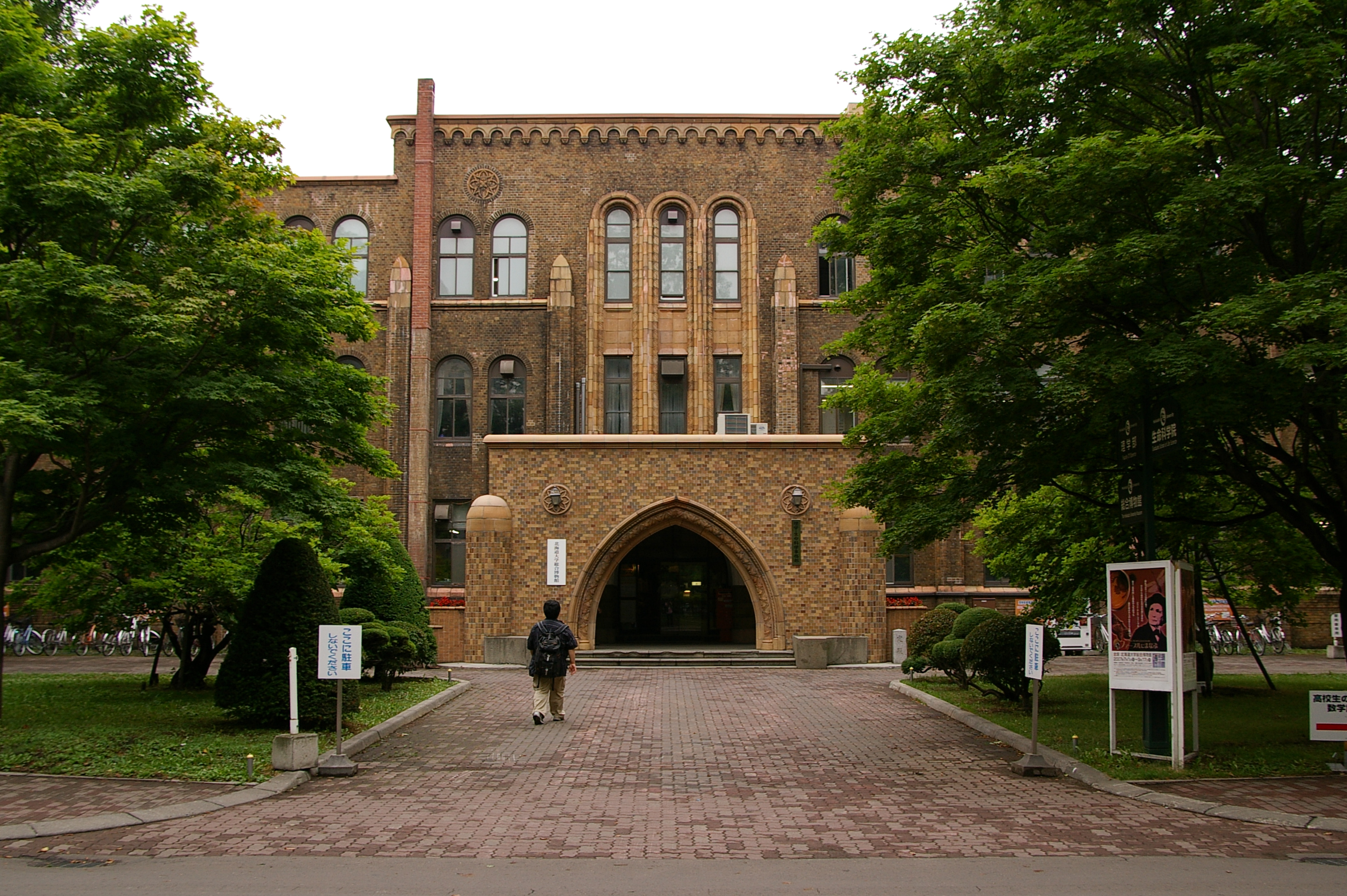
北大博物館

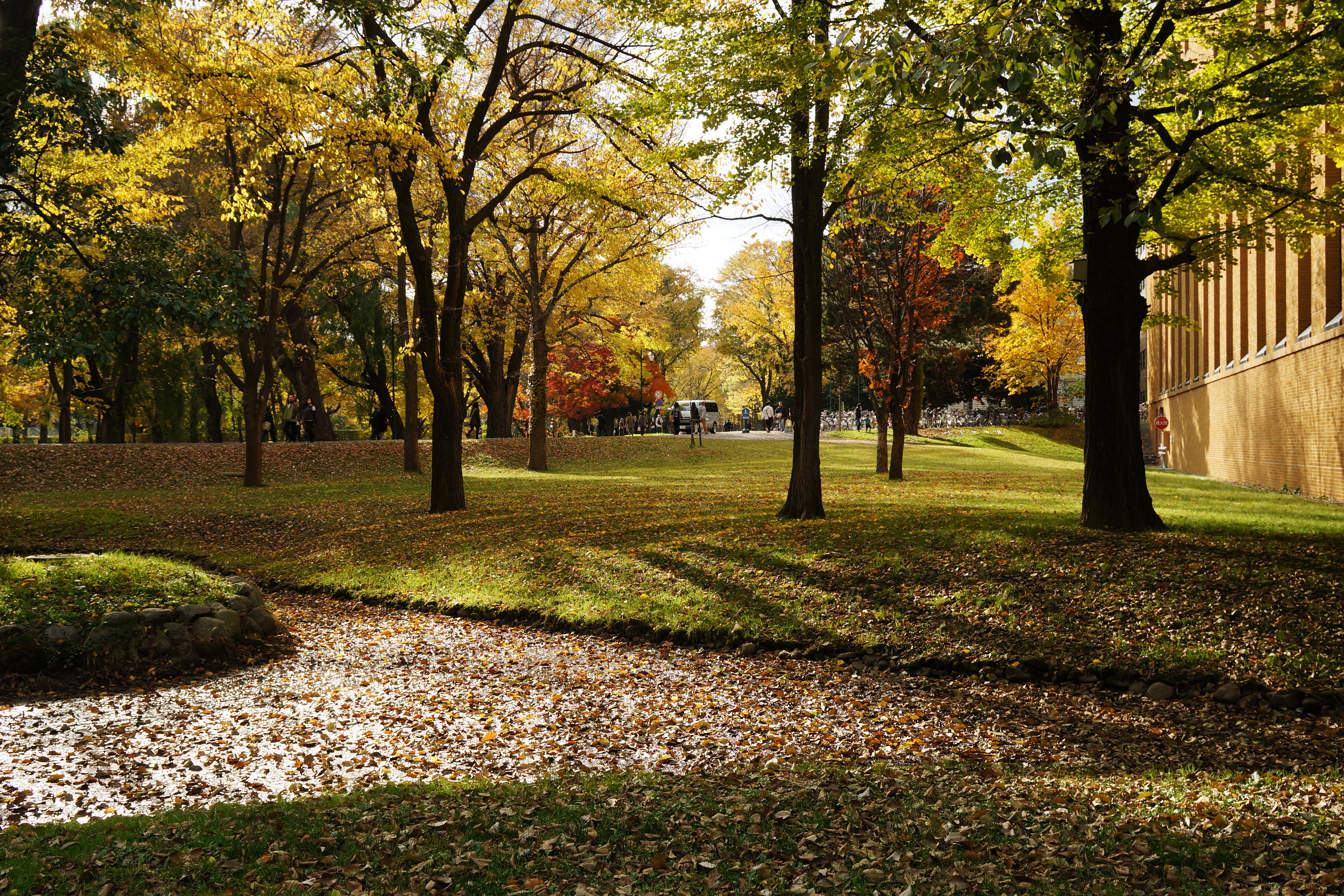
札幌校区

1872年（明治5年），东京芝增上寺内设置开拓使临时学校。1875年，改名札幌学校。
1876年（明治9年）为开发北海道而改名为札幌农学校，成为北海道大学前身，是日本第一所頒授學士學位的大學、第一所以英語為主要教學語言的學校。聘任美国教育家、御雇外国人威廉·史密斯·克拉克为教官。当时名义上的首任校长为开拓少判官札幌本厅处理上局事务的调所广丈，实质的负责人为克拉克博士。1878年，演武场（现为札幌市時計台）落成。
1907年，该校改名为东北帝国大学农科分校，并附设预科。1918年（大正7年）成为第5所帝国大学——北海道帝国大学农科大学。1919年设立医学部，1924年设立工学部，1930年（昭和5年）设立理学部。
二战结束后，改制为新型大学。1947年（昭和22年）4月设立法文学部，10月改名北海道大学。1949年学制改革后成为新型大学，设立法文、教育、理、医、工、农、水产等学部。
1950年，法文学部分为文学部与法经学部。1952年，农学部兽医学科升级为兽医学部。1953年，法经学部分为法学部与经济学部。
1965年，设立药学部1967年，设立齿学部。
2004年，将医疗技术短期大学部升级为医学部保健学科，并根据《国立大学法人法》，成为国立大学法人。

## 文化传统
札幌农学校首任校长为威廉·史密斯·克拉克博士。克拉克曾任美国马萨诸塞州农科大学校长。克拉克在返美途中经过札幌附近的岛松时，骑在马上，对送别的师生们大声说了一句话：“青年们，要胸怀大志”（少年よ、大志を抱け）。从此，这句话就成了北海道大学的校训流传至今。

1952年，东京大学校长矢内原忠雄这样评价：
|  | 明治初年，日本的大学教育中有两个中心。一个是东京大学，另一个就是札幌农学校。这两个学校打下了日本教育的国家主义和民主主义两大思想的基础。 日本教育，至少是国立教育的两个源泉来自东京和札幌，从札幌发源的创造人的自由主义思想没能成为日本教育的主流，而从东京大学诞生的国家主义，国体论、皇室中心主义等思想，成为了支配日本教育的指导理念。这个思想发展到极致，就导致了太平洋战争。战败后，在重建日本教育的过程中，这种思想仍然存在。 |

大花延齡草是北大校花，也是校徽的主要图案。

## 校區分布
北海道大學的面積廣達660平方公里，位居日本第一，也是排名第二的東京大學的兩倍大。札幌主校区号称“榆树的森林”，面積177万平方米，设有12个学部和15个研究生院。

### 札幌校区
位于札幌市中心的北大主校区，占地约为177万平方公尺，除位於函館的水产学部外的所有学部，研究所和研究中心都设在这里。仅仅学生食堂就有10处以上，相当于一条小街的规模。校园的主要大道为一条长1500公尺的南北向大道。各个学部分布在其左右。校园的东侧紧靠着札幌火車站，也靠近札幌地铁的12条站和18条站。随着札幌市的扩展，北大也渐渐成为市中心交通阻塞的影响因素。
北大校园内最著名的景观就是白杨林蔭大道，位于理学部与工学部之间靠近實驗农场附近，长约300米。2004年9月的台风袭击中，具有上百年树龄的白杨树遭到了很大的破坏。1999年起，校园中部的旧理学馆大楼改建为北海道大学综合博物馆。位于校园北区的重要文化遗产札幌农学校第二农场，是根据克拉克博士的构想而建立的模范家畜飼育場，多为明治时期的建筑物。在靠近學校正門正門的中央草坪附近立有克拉克博士的胸像，是来北大参观的遊客经常留影的地方。主校园的南面由北海道大学植物园，与主校区相距几千公尺，是札幌市中心最大的绿化地带。

### 函馆校区
位于函馆市区。由水产学部和水产科学研究所组成。前身为札幌农学校水产学科，1935年改名为函馆高等水产学校独立于北大，1949年随着新制大学制度的施行，并入北海道大学，与农学部水产学科合并为现在的水产学部。

### 其他
北海道内设有有珠火山观测所，厚岸临海实验所，静内研究牧场，生物生产研究农场余市果树园，洞爷临湖实验所，各研究林等的20处设施。
在北海道外，也拥有和歌山县古座川町429萬平方公尺的研究林。
校内所有设施总计建筑面积约660平方公里。

## 學術研究
它是日本最好的大學之一，全球排名在200位以內。

## 組織结构
学部、研究科及研究院
- 文學部・文學研究科
- 法學部・法學研究科
- 經濟學部・經濟學研究科
- 醫學部・醫學研究科
- 牙醫學部・牙醫學研究科
- 工學部・工學研究科
- 獸醫學部・獸醫學研究科

- 教育學部・教育學院・教育學研究院
- 水產學部・水產科學院・水產科學研究院
- 理學部・理學院・理學研究院
- 農學部・農學院・農學研究院
- 藥學部・藥學研究院

不設本科的研究生院
- 國際傳媒與觀光研究生院（國際傳播媒體研究科，2007年4月增設觀光研究所，改組為國際傳播媒體・觀光學院）
- 信息科學研究生院・資訊科學研究科

- 环境科学院・地球環境科學研究院
- 生命科學院・先端生命科學研究院

另有各个研究所（研究組織、機構），如低温科学研究所、電子科学研究所、斯拉夫研究中心、觸媒化学研究中心、北方生物圈領域科學中心、防災科學研究所・長岡雪冰防災研究所、觀光學高等研究中心、外語教育中心、媒體・溝通研究院、社會科學實驗研究中心等等。

## 知名人物

### 教职员
- 青木由直 - 資訊工程學家
- 冈田弘 - 火山学家
- 藤堂省 - 肝脏移植权威
- 宫胁淳 - 行政学家，财政学家
- 山口二郎 - 政治学家
- 中村睦男 - 宪法学家，曾任校长
- 本亚明·利斯特 - 化學家，2021年诺贝尔化学奖得主

- 中谷宇吉郎 - 物理学家，人工雪的制造者
- 知里真志保 - 愛努语言学者
- 萱野茂 - 愛努文化学者，国会议员
- 铃木章 - 化学家，2010年诺贝尔化学奖得主
- 大澤映二 - 化学家，富勒烯的首倡者
- 松村松年 - 昆蟲學家，亦為札幌農業學校校友

### 校友

#### 科學家
- 铃木章 - 化學家，2010年諾貝爾化學獎得主
- 宮浦憲夫  - 化學家，鈴木－宮浦反应發現者之一
- 河岡義裕 - 2006年羅伯·柯霍獎得主
- 市川厚一 - 已故的諾貝爾生理學或醫學獎候選人，首次诱发人工癌症、证明癌症成因的研究完成者之一
- 柳町隆造 - 生物學家，體外受精(IVF)、胞漿內單精子注射(ICSI)的奠基人

#### 政治家
- 石井郁子 - 日本共产党众议院议员、日本共产党副委员长
- 桂信雄 - 原札幌市长
- 加藤修一 - 公明党参议院议员、原环境省副大臣
- 佐田玄一郎 - 自民党众议院议员、原总务副大臣
- 主滨了 - 民主党参议院议员
- 田中秀征 - 原经济计划厅长官、新党代理主席。北大法学部毕业
- 津川祥吾 - 民主党众议院议员
- 钵呂吉雄 - 民主党众议院议员、元民主党副干事长
- 本多平直 - 民主党众议院议员
- 堀达也 - 前北海道知事、札幌大学理事长
- 高秀秀信 - 原建设省事务次官，原横滨市长
- 山田昭雄 - 公平交易委员会理事长
- 山本孝二 - 日本气象厅长官

#### 企业家
- 五十岚三津雄 - KDDI社长，原邮政省事务次官
- 儿岛仁 - NTT原社长
- 泽邦彦 - 富士电机社长
- 蛇川忠晖 - 日野汽车社长
- 富松义晴 - 飞鸟建筑社长
- 中山悠 - 明治乳业会长
- 樋口达夫 - 大塚制药社长
- 松田昌士 - JR东日本会长，法学研究科毕业
- 山下太郎 - ARABIA石油创立者（札幌农学校毕业）

#### 学者
- 新渡戶稻造 - 国际联盟副理事长、东京女子大学校长（札幌农学校毕业）
- 內村鑑三 - 作家、基督教思想家（札幌农学校毕业）
- 長野泰一 - 干擾素蛋白質的發現者
- 秋野丰 - 政治学者、外交官、原筑波大学助教授。联合国塔吉克斯坦观察团成员并殉职
- 毛利卫 - 首位日本航天飞行员、化学家、原北大助教授
- 木原均 - 遗传学者、原京都大学农学部教授、国立遗传学研究所所长、基因学说倡导者
- 广重力 - 医学者、大学入学考试中心主任、原北大校长
- 久世了 - 明治学院院长
- 小松正幸 - 爱媛大学校长
- 仙道富士郎 - 山形大学校长
- 平山健一 - 岩手大学校长
- 秋山彻 - 北大大学院生、中亚史研究。日本研究吉尔吉斯部落权威
- 内山真一郎 - 東京女子医科大学教授、长岛茂雄的主治医生
- 梅崎勇 - 藻类学者、原京都大学农学部教授
- 小森阳一 - 文学研究者、東京大学教养学部教授
- 樱田淳 - 政治评论家、法学部毕业
- 志贺重昂 - 地理学者
- 品田雄吉 - 电影评论家、多摩美术大学教授
- 下远野邦忠 - 京都大学病毒研究所所长
- 田所哲太郎 - 原北大教授、帯广畜产大学校长
- 野田正彰 - 评论家、精神科医、关西学院大学教授
- 藤冈信胜 - 教育学者、新历史教科书编写委员会副会长、原東京大学教育学部教授
- 柳町隆造 - 医学家、夏威夷大学医学部教授
- 山内昌之 - 历史学家、東京大学教养学部教授
- 和田寿郎 - 医学家、札幌医大名誉教授、和田寿郎纪念心脏肺研究所所长。日本首次心脏移植手术的施行者

#### 留學生
- 羅宗洛 - 國立中山大学、國立中央大學及國立浙江大学教授、接收台灣日治時期台北帝國大學改制為國立台灣大學並成為首任校長、中国科学院植物生理研究所所长，中国科学院院士。
- 顏滄波 - 台灣地質學家。曾在國立台灣大學和國立中央大學任教（論文博士，並未實際前往北海道大學留學）。
- 葉英堃 - 台灣精神醫學家。台南人，曾在國立台灣大學任教，臺北市立療養院創院院長。
- 李相符 - 林垦部副部长、北京林学院院长、中国林业科学院副院长、中国林学会理事长。北京林学院(现北京林业大学)首任校长。
- 廖敏淑 - 歷史學家，任教於國立政治大學。
- 阮德茂 - 台灣外科醫師，曾任彰化基督教醫院第七任院長。
- 韩明哲 - 干细胞移植专家
- 鄭明政-法學家、社會學家，任教於國立勤益科技大學

#### 文学家
- 东直己 - 作家
- 有岛武郎 - 作家（札幌农学校毕业）
- 加藤幸子 - 作家
- 唐泽隆三 - 社会运动研究者、俳句家
- 佐川光晴 - 小说家
- 佐藤正午 - 小说家
- 谷村志穂 - 作家、农学部毕业
- 西谷史 - 科幻作家、经济学部毕业
- 渡边一史 - 自由撰稿人、第35届大宅壮一纪实文学奖

#### 其他
- 伊福部昭 - 作曲家
- 増谷康紀 - 配音员、工学部毕业
- 増元照明 - 政治活动家、北朝鲜绑架受害者家族联络会事务局副局长
- 三浦敬三 - 滑雪运动员
- 三浦雄一郎 - 滑雪运动员、登山家、意大利阿尔卑斯速降滑雪世界纪录保持者、兽医学部毕业
- 宮本充 - 配音员、工学部毕业
- 向井承子 - 纪实文学作家
- 牟田悌三 - 演员
- 森田美由紀 - NHK主持人、文学部毕业